# Aleksandr Poehl

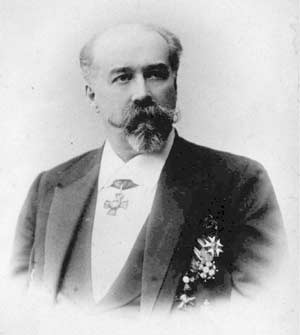
Aleksandr Poehl

Aleksandr Wasiljewicz Poehl (ros. Александр Васильевич Пель, ur. 27 lutego 1850 w Sankt Petersburgu, zm. 26 sierpnia?/8 września 1908 w Berlinie) – rosyjski chemik, farmaceuta.
Był najstarszym synem niemieckiego farmaceuty Wilhelma Chrisopha Ehrenfrieda Poehla (1820–1903), właściciela apteki w Sankt Petersburgu. Studiował farmację na Cesarskiej Akademii Medyko-Chirurgicznej. W 1873 roku otrzymał tytuł magistra farmacji. W 1882 roku na Uniwersytecie Dorpackim obronił pracę doktorską. Od 1877 wykładał farmację na macierzystej uczelni. W 1884 roku otrzymał tytuł szlachecki.

## Wybrane prace
- Über das Vorkommen und die Bildung des Peptons ausserhalb des Verdauungsapparates und über die Rückverwandlung des Peptons in Eiweiss, 1880
- Untersuchung der Blätter von Pilocarpus officinalis (Jaborandi) in pharmacognostischer und chemischer Beziehung : eine zur Erlangung des Grades eines Magisters der Chemie mit Genehmigung Einer Hochverordneten physiko-mathematischen Facultät der Kaiserlichen Universität in Dorpat zur öffentlichen Vertheidigung bestimmte Abhandlung, 1880
- Die physiologisch-chemischen Grundlagen der Spermintheorie. Berlin, 1898
- Rational organotherapy with reference to urosemiology (1906)